# Кордонний
Кордонний (рос. Кордонный) — селище у Катав-Івановському районі Челябінської області Російської Федерації.
Входить до складу муніципального утворення Тюлюкське сільське поселення. Населення становить 79 осіб (2010).

## Історія
Населений пункт розташований на історичних башкирських землях. Від 4 листопада 1926 року належить до Катав-Івановського району Челябінської області.
Згідно із законом від 9 липня 2004 року органом місцевого самоврядування є Тюлюкське сільське поселення.

## Населення
| 2002 | 2010 |
| ---- | ---- |
| 87   | ↘79  |